# Катастрофа спејс-шатла Чаленџер
Катастрофа свемирског шатла Чаленџер се догодила 28. јануара 1986. када је спејс-шатл Чаленџер (на мисији STS-51-L) експлодирао након 73 секунде лета, што је довело до смрти свих седам чланова посаде. Шатл се распао изнад Атлантског океана источно од обале Флориде у 11:38 (16:38 по гриничком времену). Распад целог шатла је почео пошто је кружна гумена заптивка на десној ракети-носачу на чврсто гориво отказала након полетања. Отказивање заптивке је изазвало рупу на споју ракете-носача коју је заптивала, што је омогућило врелом гасу под притиском да исцури и оштети оближњи држач ракете и спољашњи резервоар за гориво. Ово је довело до одвајања десне ракете-носача и пуцања спољашњег резервоара. Аеродинамичке силе су тренутно разбиле шатл.
Одељак за посаду и многи други делови шатла су касније извучени са дна океана после дуге операције потраге и вађења. Иако тачна времена смрти посаде нису позната, зна се да је неколико чланова посаде је преживело првобитни распад шатла. Међутим, шатл није имао систем за евакуацију и удар одељка за посаду у површину океана је био превише насилан да би се могао преживети.
Исход катастрофе су биле 32-месечна пауза у лансирањима шатла и оснивање Роџерсове комисије, специјалне комисије коју је именовао амерички председник Роналд Реган да истражи узроке несреће. Роџерсова комисија је утврдила да је руководство НАСА било кључни фактор несреће. Руководство НАСА је од 1977. знало да дизајн ракете-носача који је радила компанија Мортон Тиокол укључиало потенцијално катастрофалну грешку, али није прописно реаговала на то. Руководство је такође игнорисало упозорења инжењера о опасности лансирања при ниским температурама тог јутра и није прописно обавестило своје надређене о техничким проблемима.
Оно што комисија није подвукла је било то да шатл никад није био предвиђен да се лансира при толико ниским температура. Кружне заптивке, као и многе друге критичне компоненте, нису тестиране како би се дали закључци о успешном лансирању при таквим условима.
Као резултат катастрофе, Америчко ратно ваздухопловство је одустало од својих планова да користи шатлове за тајна лансирања војних сателита из ваздухопловне базе Ванденберг у Калифорнији и уместо њих се одлучило за ракете Титан IV.
Пренос лансирања је уживо пратило много особа због члана посаде Кристе Макалиф, која је била изабрана да буде прва учитељица у свемиру. Извештавање медија о несрећи је било интензивно: једно истраживање је утврдило да је 85% испитаних Американаца чуло за вести о несрећи у року од једног сата. Несрећа Чаленџера се отада користи као пример у многим расправама о безбедности и радној етици.